# Orta Nova
Orta Nova est une commune de la province de Foggia dans les Pouilles.

## Administration
| Période                                  | Période  | Identité            | Étiquette     | Qualité |
| ---------------------------------------- | -------- | ------------------- | ------------- | ------- |
| 13 juin 2006                             | En cours | Giuseppe Moscarella | Centro-Destra |         |
| Les données manquantes sont à compléter. |          |                     |               |         |

### Communes limitrophes
Ascoli Satriano, Carapelle, Cerignola, Ordona, Stornara, Stornarella